# Џин (натприродно биће)
Према Курану, џин (или ђин, арап. جن, jinn) је створење слободне воље које је Алах створио од бездимне ватре, као што је људе створио од глине. Џинови, као и људи, имају своје друштво и живе у заједници. За људско око они су невидљиви, мада они нормално виде људе. За разлику од исламских анђела, који не могу да раде против Алаха и принуђени су да увек раде добре ствари, џинови имају слободну вољу и могу да буду добри или зли. Улога злих џинова се поклапа са улогом демона у хришћанској вери, где они могу опседнути људе и потчинити их својој вољи. Да заведу људе џинови често преузму другачији облик било зли или добри (нпр. животиње, растиња - грмова или човека). Џинови могу да опседну човека (тада човек постаје луд - арапски: маџнун). У исламу је јеврејски краљ Соломон познат по томе што је савладао џинове и себи их подредио. Они могу да прихвате религију, и никад се не супротстављају Богу, али увек га посматрају (као анђели). Углавном су човеку љубазни и такмиче са њим за Божју љубав. Описани су у књизи Хиљаду и једна ноћ. Претпоставља се да је извор џинова из стародавних Кананских верских шега.

## Предисламско доба
Тачно порекло веровања у џинове није сасвим јасно. Неки научници са Блиског истока сматрају да су настали као злонамерни духови настањени у пустињама и нечистим местима, који су често узимали облике животиња; други сматрају да су то изворно паганска природна божанства која су постепено постала маргинализована јер су друга божанства узимала већи значај. Ипак, многи Арапи су у предисламско доба обожавали џинове, мада се за разлику од богова џинови нису сматрали бесмртнима.
Иако их смртност сврстава ниже од богова, чини се да је поштовање џинова имало већи значај у свакодневном животу предисламских Арапа од самих богова. Према уобичајеном арапском веровању, гатаре, предисламске филозофе и песнике су инспирисали џинови. Њихова култура и друштво били су аналогни тој предисламској арапској култури, са племенским вођама, који су штитили своје савезнике и освећивали убиства за било ког члана њиховог племена или савезника. Мада џиновске моћи надмашују људске, могуће је да би човек могао убити џина у појединачној борби. Сматрало се њин може попримити различите облике, али је највише страха уливао његов невидљиви облик, јер би тада могао напасти, без а буде примећен. Страх од џинова је такође постојао, јер се сматрало да су они одговорни за разне болести, укључујући менталне болести. Јулиус Велхаусен је уочио да се сматрало да такви духови настањују пуста, прљава и мрачна места, и да уливају страх. Постојала је потреба да се особа се од њих заштити, међутим они нису били оличење правог култа.
Неки учењаци тврде да је анђеле и ђаволе послао пророк Мухамед у Арабију и да нису постојали међу џиновима. С друге стране, Амира ел-Зејн тврди да су анђели били познати паганским Арапима, али да је израз џин кориштен за све врсте натприродних ентитета међу различитим религијама и култовима; тако су зороастријски, хришћански и јеврејски анђели и ђаволи повезани са 'џиновима'. Ал-Џахиз приписује предисламским Арапима веровање да друштво џинова сачињава неколико племена и група, те да су им приписивани неки природни догађаји, попут олуја. Такође су сматрало да џинови могу заштите, ожените, киднапују, поседују и убијају људе.